# Avisgutten

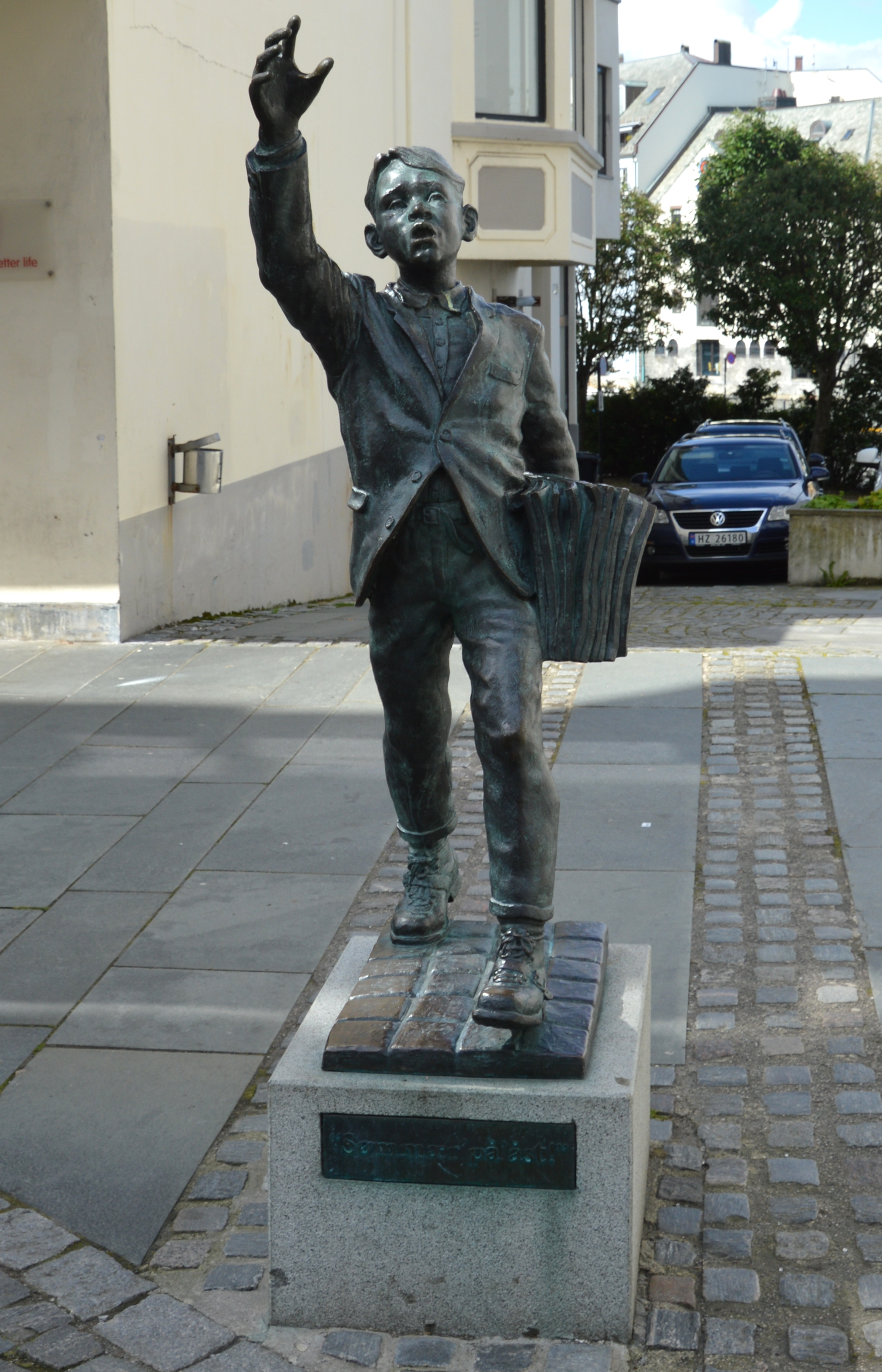
Statue Avisgutten

Avisgutten ist eine Statue in der norwegischen Stadt Ålesund.
Die Statue steht in der Kongens gate im Ortszentrum von Ålesund. Gemäß ihrem Namen Avisgutten, was auf Deutsch Zeitungsjunge bedeutet, stellt sie einen Zeitungen verkaufenden Zeitungsjungen dar. Der gehend und etwas rufend dargestellte Knabe trägt unter seinem linken Arm ein Bündel Zeitungen.
Geschaffen wurde die Statue von Arne Martin Hansen. Sie war ein Geschenk der Zeitung Sunnmørsposten an die Stadt Ålesund anlässlich des 150. Jahrestags der Verleihung der Stadtrechte im Jahr 1998.
Im August 2011 erlitt die Statue einen Vandalismusschaden. Sie war von Unbekannten enthauptet und aus der Verankerung gerissen wurden. Die Statue wurde restauriert und wieder auf ihrem angestammten Platz aufgestellt. In der Nacht vom 28. auf den 29. März 2019 kam es erneut zu Vandalismus, bei dem die Figur vom Sockel gerissen wurde.